# Luci Sesti
Luci Sesti (en llatí Lucius Sestius) va ser fill de Publi Sesti i de Postúmia. era membre de la gens Sèstia, d'origen patrici.
Probablement és el mateix Luci Sesti que va servir amb Marc Juni Brut a Macedònia (província romana) i es va destacar com a partidari dels republicans. Va ser un seguidor entusiasta de Brut i de la seva memòria, cosa que August, lluny de sentir-se ofès, va aprovar. L'emperador admirava la fidelitat que mostrava pel seu amic i li va donar testimoni de la seva admiració fent-lo cònsol sufecte i va ocupar el lloc d'August l'any 23 aC. Als Fasti apareix amb el nom de L. Sestius P. F. Vibi. N. el que posa en dubte la seva filiació, ja que el seu pare (Publi) era fill de Luci i no de Vibi, però això podria ser només una mostra d'orgull de Sesti, ja que Vibius era un nom usat per la gens Sèstia antigament i l'únic cònsol de la gens, Publi Sesti Capitolí Vaticà és mencionat als Fasti com P. F. Vibi. N.